# Tylotiella isibopho
Tylotiella isibopho là một loài ốc biển, là động vật thân mềm chân bụng sống ở biển thuộc họ Drilliidae.